# Случаят Тесла
„Случаят Тесла“ е български детски филм от 2023 г. на режисьора Андрей Хадживасилев, сценарият е на Виктория Пенкова и Пламена Велковски, и е продължение на „Случаят Кюри“ (2017). Във филма участват Мартин Паунов, Поли Иванова, Борис Минков, Йоан Стойков, Деан Стойков, Рая Георгиева, Фани Узунова, Неда Спасова, Мартин Гяуров, Любен Чаталов и Николай Върбанов.
Филмът е насрочен да излезе по кината на 31 март 2023 г. от „Александра Филмс“.
През октомври 2022 г. филмът получава награда „Златна роза“ от публиката за най-добър филм.